# Фош-ду-Арелью
Фош-ду-Арелью (порт. Foz do Arelho) — район (фрегезия) в Португалии, входит в округ Лейрия. Является составной частью муниципалитета Калдаш-да-Раинья. По старому административному делению входил в провинцию Эштремадура. Входит в экономико-статистический субрегион Оэште, который входит в Центральный регион. Население составляет 1223 человека на 2001 год. Занимает площадь 9,95 км².
Покровителем района считается Дева Мария (порт. Nossa Senhora da Conceição). 

## История
Район основан в 1919 году